# ランシング (ノースカロライナ州)
ランシング (Lansing) は、アメリカ合衆国ノースカロライナ州アッシュ郡に位置する町である。2000年現在の国勢調査で、この町は総人口は151人である。

## 地理
ランシングは北緯36度29分57秒、西経81度30分35秒 (36.499091, -81.509617)に位置する。
アメリカ合衆国統計局によると、この町は総面積1.0 km2 (0.4 mi2) である。このうち全域が陸地で水地域は存在しない。

## 人口動勢
2000年現在の国勢調査で、この町は人口151人、69世帯、及び38家族が暮らしている。人口密度は153.4/km2 (396.9/mi2) である。84.3/km2 (218.2/mi2) の平均的な密度に83軒の住宅が建っている。この町の住民は全て白人で占められ、ヒスパニックまたはラテン系の人々はいない。
69世帯のうち、27.5%が18歳未満の子供と一緒に生活しており、36.2%は夫婦で共に生活している。17.4%は未婚の女性が世帯主であり、43.5%は結婚していない。42.0%は1人以上の独身の居住者が住んでおり、26.1%は65歳以上で独居している。1世帯の平均人数は2.19人であり、結婚している家庭の場合は、3.03人である。
この町の住民は24.5%が18歳未満の未成年、18歳以上24歳以下が8.6%、25歳以上44歳以下が27.8%、45歳以上64歳以下が17.9%、及び65歳以上が21.2%にわたっている。中央値年齢は37歳である。女性100人ごとに対して男性は75.6人おり、18歳以上の女性100人ごとに対して男性は72.7人いる。
この町内の世帯ごとの平均的な収入は18,125米ドルであり、家族ごとの平均的な収入は26,563米ドルである。男性は21,250米ドルに対して女性は18,571米ドルの平均的な収入がある。この町の一人当たりの収入 (per capita income) は11,560米ドルである。人口の17.3%及び家族の9.8%は貧困線以下である。全人口のうち18歳未満の31.0%及び65歳以上の23.9%は貧困線以下の生活を送っている。